# Majin and the Forsaken Kingdom
Majin and the Forsaken Kingdom es un videojuego de acción y aventura con elementos de rompecabezas, desarrollado por Game Republic y publicado por Namco Bandai Games. Fue lanzado el 23 de noviembre de 2010 en Norteamérica.

## Resumen
La historia se desarrolla en un reino que alguna vez fue próspero y fructífero, que es superado por una misteriosa "Oscuridad" y sumido en el caos. Si bien muchos ciudadanos intentaron explorar y descubrir qué estaba pasando, nunca más se los volvió a ver y la decadencia continuó. Para limpiar este reino abandonado de la oscuridad, un joven ladrón se propone encontrar y liberar al mítico Majin, una bestia mística increíblemente poderosa, para recuperar su poder y restaurar la tierra a su antigua gloria.

## Jugabilidad
El juego es un juego de acción / plataformas, con elementos de rompecabezas lanzados en diferentes intervalos. Los jugadores controlan al ladrón, Tepeu, mientras que el Majin, Teotl, es A.I. revisado. Aunque el jugador no tiene control directo sobre Teotl, puede darle órdenes, que a menudo se utilizan para resolver acertijos o durante el combate.
A medida que avanza el juego, Teotl ganará poderes, como la capacidad de producir electricidad. Estos elementos se utilizarán tanto en combate como en resolución de acertijos.
El juego está destinado a enfatizar las diferencias en Tepeu y Teotl. Por ejemplo, en ciertos puntos, los personajes se separarán y Tepeu deberá despachar a los enemigos usando el sigilo, ya que no tiene la fuerza que tiene Teotl.

## Desarrollo
El juego se anunció por primera vez durante la rueda de prensa de Namco Bandai en la feria comercial Gamescom 2009. Takahiro Sasanoi, director de Tekken 6, también se desempeñó como director de este juego. El título original era Majin: The Fallen Realm, sin embargo, esto se cambió más tarde durante el desarrollo. Aunque el juego comparte muchas similitudes conceptuales con The Last Guardian de Team Ico, Namco Bandai afirma que Majin and the Forsaken Kingdom "estaba en desarrollo mucho antes de que se anunciara [The] Last Guardian". En marzo de 2010, Namco Bandai confirmó el juego para un lanzamiento occidental.

## Recepción
El juego recibió críticas "mixtas o promedio" en ambas plataformas según el agregador de reseñas Metacritic.
The Daily Telegraph le dio a la versión X360 una puntuación de 9 sobre 10 y lo llamó "uno de los juegos más memorables y divertidos que he jugado este año". Sin embargo, 411Mania ofreció la misma versión 6.9 sobre 10 y declaró que "vale la pena alquilar un fin de semana, o posiblemente una recogida si necesitas un juego de acción y aventura con algunos retrocesos." The A.V. Club le dio una B- a la versión de PS3 y dijo que si bien el juego "no es abiertamente un juego para niños, las traducciones y la actuación de voz son casi cómicamente tontas".